# Jyväsjärvi
Le lac Jyväsjärvi (finnois : Jyväsjärvi) est un lac finlandais situé à Jyväskylä en Finlande.  

## Géographie
La superficie du Jyväsjärvi est de  3,3 km2 et son altitude de 78,3 m.
Le canal d'Äijälänsalmi relie le lac  Jyväsjärvi au lac Päijänne, le niveau du lac Jyväsjärvi  a été baissé d'environ un mètre pour le niveler avec le Päijänne.

### Source
- (fi) Jyväsjärvi